# Moussa Ouattara
Moussa Boureima Ouattara (* 31. Dezember 1981 in Bobo-Dioulasso, damals Obervolta, heute Burkina Faso) ist ein ehemaliger burkinischer Fußballspieler.

## Karriere
Ouattara begann das Fußballspielen beim Racing Club Bobo-Dioulasso in seiner Heimat Burkina Faso und spielte ab 1998 bei ASFA-Yennenga Ouagadougou in der Hauptstadt. 2002 wechselte er nach Frankreich, wo er zunächst in der Amateurliga CFA (Championnat de France Amateur) beim FC Tours aktiv war. 2003 wechselte Ouattara zum Zweitligisten US Créteil.
Im Jahr 2005 unterschrieb der Innenverteidiger beim polnischen Erstligisten Legia Warschau und wechselte schließlich 2006 in die 2. Bundesliga zum 1. FC Kaiserslautern. Nachdem er in seinen ersten drei Spielzeiten jeweils ca. 20-mal eingesetzt wurde, wurde Ouattara zu Beginn der Saison 2009/10 vom neuen Trainer Marco Kurz aussortiert. Anschließend nahm er bis Sommer 2010 am Training der Regionalliga-Mannschaft teil.
Seit dem Vertragsende war er vereinslos und hielt sich zunächst beim Bezirksklasseverein VfR Kaiserslautern, dann beim FK Pirmasens fit. Ende Oktober unterzeichnete Ouattara einen Vertrag beim Oberligisten SC Fortuna Köln bis zum Ende der Saison 2010/11. Wegen Trainingsrückstand kam er dort lange nicht zum Einsatz. Am 5. Februar 2011 kam er im Spiel gegen Rot-Weiss Essen (0:1) zu seinem ersten Ligaeinsatz für Fortuna Köln. Nach insgesamt zwei Einsätzen für Köln musste er den Verein nach Saisonende wieder verlassen. Nachdem er ein halbes Jahr vereinslos war und zwischenzeitlich in seine Heimat Burkina Faso zurückkehren musste, wurde Ouattara Anfang 2012 vom SV Schermbeck verpflichtet. Zur Saison 2013/14 wechselte Ouattara zum DSC Wanne-Eickel. Aufgrund einer befristeten Aufenthaltsgenehmigung und damit ohne Spielerlaubnis vom Verband machte er in der Hinrunde jedoch kein Spiel. 2015 beendete er seine Karriere.
Sein Spitzname in der Heimat lautet Bouffe-tout (frz. „Allesfresser“).

## Erfolge
- Burkinische Meisterschaft (1999 und 2002)
- Burkinischer Pokalsieger (1998, 2000, 2001 und 2002)
- Burkinischer Supercupsieger (2002)
- Polnische Meisterschaft (2006)

## Nationalmannschaft
Ouattara bestritt 28 Spiele für die Burkinische Fußballnationalmannschaft. In der Qualifikation für die WM 2006 kam er viermal zum Einsatz, sein Team qualifizierte sich nicht für die Endrunde in Deutschland.